# 呉鎮

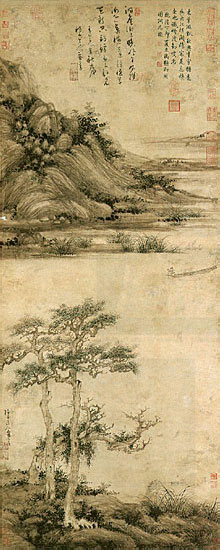
洞庭漁隠

呉 鎮（ご ちん、至元17年7月16日（1280年8月12日） - 至正14年（1354年））は、元末の文人画家。字は仲圭、号を梅花道人（梅道人）・梅花和尚。嘉興府嘉興県魏塘（現在の浙江省嘉興市嘉善県）の出身。黄公望・倪瓚・王蒙と並ぶ元末四大家の一人。元の山水画様式を確立した。

## 略歴
漢詩や書にも通じたが、終生仕官せず易卜や売画をしたり、村塾を開くなどしながら終生清貧と孤高の隠遁生活を楽しんだ。巨然の点描法を学び、墨竹は文同に学んだ。

## 著書
- 明代刊行の「梅花道人遺墨」がある。

## その他
- 元末四大家のうち、他の3人は互いに交流したが、呉鎮との間に交流はなかったようである。
- 池大雅など日本の文人にも影響を与えた。